# Иванов, Пётр Михайлович
Пётр Михайлович Иванов (род. 1956 год, Москва, СССР) — советский и российский историк-китаист. Доктор исторических наук (1999). Ведущий научный сотрудник и заведующий (1989—2004) сектором новой и новейшей истории Китая Института востоковедения РАН.
Протоиерей (с 2006) Русской православной церкви. Настоятель Церкви Троицы Живоначальной в Наташине (с 2004). Помощник управляющего Московской областной епархии по церковно-общественным вопросам (с 2001). Член комиссии по вопросам общественной жизни, культуры, науки и информации Межсоборного присутствия Русской православной церкви (с 23 октября 2014). 

## Биография
Родился в 1956 году в Москве семье художника Михаила Всеволодовича Иванова (пасынка писателя Всеволода Вячеславовича Иванова; 1926—2000) и лингвиста Людмилы Эдуардовны Калнынь (1926—2021).
В 1978 году окончил Институт стран Азии и Африки МГУ имени М. В. Ломоносова по специальности «история Китая».
В 1980 году в Институте востоковедения АН СССР защитил диссертацию на соискание учёной степени кандидата исторических наук по теме «Развитие австралийско-китайских отношений после Второй мировой войны».
Ведущий научный сотрудник и 1989 по 2004 годы заведующий сектором новой и новейшей истории Китая Института востоковедения РАН.
В 1995—1996 годах преподавал внутреннюю и внешнюю политику России, а также основы православия в Институте России Государственного университета Чжэнчжи на Тайване.
1 марта 1998 года рукоположён митрополитом Крутицким и Коломенским Ювеналием во диакона, а 28 августа того же года — во пресвитера. Был священником Храма святого великомученика Никиты села Строкино (Раменский церковный округ), а также Успенского храма Московского Богородице-Смоленского монастыря.
В 1999 году в Институте востоковедения РАН защитил диссертацию на соискание учёной степени доктора исторических наук по теме «История малых политических партий в Китае, 1928—1949 гг.» (специальность — всеобщая история).
С 2001 года назначен помощником Управляющего Московской епархией по церковно-общественным вопросам.
В 2004 году назначен настоятелем Церкви Троицы Живоначальной в Наташине.
Преподаёт историю религий в Коломенской духовной семинарии.
Сопредседатель Координационного совета по взаимодействию между Московской епархией и Министерством образования Московской области.
Автор шести монографий, а также более 100 статей.
Член редакционной коллегии журнала «Московские епархиальные ведомости».
Главный редактор издаваемой Свято-Троицким храмом «Православной школьной газеты».
Женат, имеет сына.

## Награды
- Набедренник (2000)[1]
- Камилавка (2001)[1]
- Наперсный крест (2002)[1]
- Патриаршая грамота (2003 и 2008)[1]
- Протоиерей (2006)[1]
- Орден святого Иннокентия, митрополита Московского и Коломенского (2006)[1]
- медаль «1020-лет Крещения Руси» (2008)[1]
- грамота За усердные труды на ниве духовно-нравственного просвещения и образования (2010)
- медаль «За усердное служение» I степени (2011)[1]
- Палица (2011)[1]
- медаль «В память 200-летия победы в Отечественной войне 1812 года» (2012)[1]
- медаль «За жертвенные труды» I степени (2013)[1]
- наперсный крест с украшениями (2016)[1]
- Орден преподобного Сергия Радонежского III степени (2016)[1]
- медаль «В память 100-летия восстановления Патриаршества в Русской Православной Церкви» (2017)[1]
- право служения Божественной литургии с отверстыми царскими вратами по «Иже Херувимы…» (2018)[1]

## Научные труды

### Диссертации
- Иванов П. М. История малых политических партий в Китае, 1928—1949 гг. : диссертация … доктора исторических наук : 07.00.03. — Москва, 1999. — 457 с.

### Монографии
- Иванов П. М. Австралия и Китай : История развития отношений./ АН СССР, Институт востоковедения. — М.: Наука, 1984. — 164 с.
- Иванов П. М., Максимов А. А.  Гонконг в переходный период. — М. : Знание, 1990. — 61,[3] с. ISBN 5-07-001224-X — (Новое в жизни, науке, технике. У полит. карты мира; 1/1990).
- Иванов П. М. Гонконг : История и современность / АН СССР, Институт востоковедения. — М. : Наука, 1990. — 277,[1] с. ISBN 5-02-016958-7
- Иванов П. М. Малые партии Китая в борьбе за демократию : (1928—1947 гг.). — [М.], [1999]. — 387 с. — ISBN 5-89737-046-X
- Иванов П. М. Из истории христианства в Китае. — М.: Институт востоковедения РАН : Крафт+, 2005. (Киров : ОАО Дом печати-Вятка). — 222 с. — ISBN 5-89282-232-X (ИВ РАН)

### Статьи
- Иванов, Пётр. свящ. Культ Анастасии: лесной соблазн постсоветской интеллигенции; о секте «анастасийщины» // Материалы международной научно-практической конференции «Тоталитарные секты — угроза XXI века». Нижний Новгород, 23-25 апреля 2001 года. — Нижний Новгород: Издательство Братства св. Александра Невского, 2001. — С. 144—174. (копия)
- Иванов, Пётр. свящ. Культ Анастасии: таёжный сериал для советской образованщины, или Гитары, деньги и кедровая каша в голове // Прозрение. — № 1 (6). — 2001.

## Церковные работы
- Иванов Пётр, священник. Юбилей архиепископа Можайского Григория // Журнал Московской Патриархии. — 2002. — № 2. — С. 36-38.
- Иванов Пётр, священник. 25 лет со дня кончины митрополита Ленинградского и Новгородского Никодима (Ротова) // Журнал Московской Патриархии. — 2003. — № 8. — С. 65-73